# Vulvite
Vulvite é a inflamação da vulva, a genitália feminina externa dos mamíferos que inclui os grandes lábios, os pequenos lábios, o clitóris e o intróito (a entrada da vagina). Quando ocorre com inflamação da vagina é chamada de vulvovaginite. Pode ter causas alérgica, infecciosa, irritativa ou autoimune.

## Causas
Pode ser causada por reação alérgica (sabão, tecido, esperma...), dermatite de contato irritativa (urina, fezes, calor...), infecção (bactérias, vírus, fungos, protistas ou animais parasitas) ou líquen escleroso. Raramente pode estar associado a uma hiperplasia inflamatória ou a um carcinoma de células escamosas.
As causas infecciosas mais comuns são por estreptococos, cândida, trichomonas ou piolhos genitais.

## Sinais e sintomas
A vulvite pode causar coceira, dor e vermelhidão. A vulvite crônica pode resultar em manchas doloridas, escamosas, espessas ou descoloradas na vulva. Raramente os lábios podem ficam grudados.

## Diagnóstico
O médico examina a vulva para verificar se há vermelhidão, alterações na pele e verificar se há secreção da vagina. As perguntas sobre a higiene, relações sexuais e antecedentes orientam ao diagnóstico.

## Tratamento
Depende da causa, mas a inflamação melhora com cremas corticoides, como hidrocortisona, ou de estrógeno. Evitar alérgenos e substâncias irritantes e manter a vulva limpa e seca previne reincidências. Cada infecção tem um remédio diferente.